# Bundesliga austriacka w piłce siatkowej mężczyzn (2013/2014)
Bundesliga austriacka siatkarzy 2013/2014 – 61. sezon walki o mistrzostwo Austrii organizowany przez Austrian Volley League (AVL) we współpracy z Austriackim Związkiem Piłki Siatkowej (niem. Österreichischer Volleyball Verband, ÖVV). Zainaugurowany został 8 października 2013 roku i trwał do 26 kwietnia 2014 roku. 
W sezonie 2013/2014 w Lidze Mistrzów Austrię reprezentowały SK Posojilnica Aich/Dob i Hypo Tirol Volleyballteam, w Pucharze CEV - VCA Amstetten Hypo Niederösterreich i hotVolleys Wiedeń, natomiast w Pucharze Challenge - UVC Holding Graz.

## System rozgrywek
- Pierwsza faza: uczestniczyło w niej 8 drużyn, które rozegrały ze sobą po dwa spotkania systemem kołowym. Cztery najlepsze awansowały do rywalizacji o miejsca 1-6, a cztery pozostałe do rywalizacji o miejsca 7-10.
- Druga faza: do drużyn rywalizujących o miejsca 1-6 dołączyły dwa zespoły grające w Lidze Środkowoeuropejskiej. W obu grupach rywalizujących o miejsca 1-6 i 7-10 zespoły rozegrały ze sobą po dwa spotkania systemem kołowym. Wszystkie drużyny z grupy 1-6 i dwie najlepsze z grupy 7-10 awansowały do fazy play-off. Dwie najsłabsze drużyny z grupy 7-10 dołączyły do rywalizacji w barażach z dwoma drużynami z niższej ligi.
- Trzecia faza: składała się z fazy play-off i baraży. W fazie play-off drużyny rozegrały ćwierćfinały (do trzech zwycięstw), mecze o miejsca 5-8 (do dwóch zwycięstw), półfinały (do trzech zwycięstw), mecze o 7. miejsce (do dwóch zwycięstw), mecze o 5. miejsce (do dwóch zwycięstw), mecze o 3. miejsce (do 2 zwycięstw) oraz mecze finałowe (do czterech zwycięstw), które wyłoniły mistrza Austrii. W barażach rywalizowały 4 drużyny, które rozegrały ze sobą po dwa spotkania systemem kołowym. Dwie najlepsze zapewniły sobie udział w najwyżej klasie rozgrywkowej w kolejnym sezonie.

## Drużyny uczestniczące
| | Bundesliga austriacka siatkarzy 2013/2014 |    |     |
| --- | ----------------------------------------- | -- | --- |
| AIC | SK Posojilnica Aich/Dob                   | 1  | LM  |
| TIR | Hypo Tirol Volleyballteam                 | 2  | LM  |
| AMS | VCA Amstetten Hypo Niederösterreich       | 3  | CEV |
| GRA | UVC Holding Graz                          | 4  | Ch  |
| HOT | hotVolleys Wiedeń                         | 5  | CEV |
| SUP | SG Supervolley OÖ                         | 6  |     |
| HAR | TSV Volksbank Hartberg                    | 7  |     |
| WAL | Union Raiffeisen Waldviertel              | 8  |     |
| WEI | VBC Weiz                                  | 9  |     |
| KLG | VBK Wörther-See-Löwen Klagenfurt          | 10 |     |
| Oznaczenia: - kolumna pierwsza – skróty nazw drużyn wpisane na mapie (jeśli ta została zamieszczona), - kolumna trzecia – miejsce zajęte przez daną drużynę w poprzednim sezonie. |                                           |    |     |

## Pierwsza faza

### Tabela wyników
| Gospodarz \ Gość1                | HOT | TIR | SUP | WAL | HAR | GRA | WEI | KLG |
| -------------------------------- | --- | --- | --- | --- | --- | --- | --- | --- |
| hotVolleys Wiedeń                | -   | 1:3 | 3:0 | 3:0 | 2:3 | 3:1 | 3:0 | 3:0 |
| Hypo Tirol Volleyballteam        | 3:0 | -   | 3:0 | 3:0 | 3:0 | 3:1 | 3:0 | 3:0 |
| SG Supervolley OÖ                | 0:3 | 0:3 | -   | 1:3 | 1:3 | 1:3 | 2:3 | 3:0 |
| Union Raiffeisen Waldviertel     | 3:2 | 0:3 | 3:0 | -   | 3:0 | 3:0 | 3:1 | 3:1 |
| TSV Volksbank Hartberg           | 3:1 | 3:2 | 3:0 | 3:1 | -   | 1:3 | 3:1 | 2:3 |
| UVC Holding Graz                 | 2:3 | 0:3 | 3:0 | 2:3 | 3:1 | -   | 3:1 | 3:1 |
| VBC Weiz                         | 1:3 | 0:3 | 3:0 | 2:3 | 0:3 | 1:3 | -   | 3:0 |
| VBK Wörther-See-Löwen Klagenfurt | 1:3 | 0:3 | 3:0 | 2:3 | 0:3 | 2:3 | 3:0 | -   |

Źródło: volleynet.at
1 Drużyna gospodarzy jest wymieniona po lewej stronie tabeli.
Kolory:
  zwycięstwo gospodarzy 3:0 lub 3:1
  zwycięstwo gospodarzy 3:2
  zwycięstwo gości 3:0 lub 3:1
  zwycięstwo gości 3:2

### Terminarz i wyniki spotkań
| Data        | Gospodarz                        | Rezultat                                | Gość                             |
| ----------- | -------------------------------- | --------------------------------------- | -------------------------------- |
| 1. KOLEJKA  |                                  |                                         |                                  |
| 09.10.2013  | VBC Weiz                         | 2:3 (17:25, 25:17, 25:19, 15:25, 9:15)  | Union Raiffeisen Waldviertel     |
| 09.10.2013  | hotVolleys Wiedeń                | 3:0 (25:18, 25:16, 25:23)               | SG Supervolley OÖ                |
| 09.10.2013  | Hypo Tirol Volleyballteam        | 3:0 (25:20, 25:21, 25:21)               | TSV Volksbank Hartberg           |
| 08.10.2013  | UVC Holding Graz                 | 3:1 (22:25, 25:19, 25:14, 25:22)        | VBK Wörther-See-Löwen Klagenfurt |
| 2. KOLEJKA  |                                  |                                         |                                  |
| 12.10.2013  | UVC Holding Graz                 | 0:3 (27:29, 21:25, 17:25)               | Hypo Tirol Volleyballteam        |
| 12.10.2013  | VBK Wörther-See-Löwen Klagenfurt | 2:3 (15:25, 25:19, 21:25, 29:27, 10:15) | Union Raiffeisen Waldviertel     |
| 12.10.2013  | SG Supervolley OÖ                | 2:3 (20:25, 25:22, 23:25, 33:31, 11:15) | VBC Weiz                         |
| 12.10.2013  | TSV Volksbank Hartberg           | 3:1 (19:25, 25:20, 28:26, 25:21)        | hotVolleys Wiedeń                |
| 3. KOLEJKA  |                                  |                                         |                                  |
| 16.10.2013  | VBC Weiz                         | 0:3 (19:25, 20:25, 14:25)               | TSV Volksbank Hartberg           |
| 16.10.2013  | Hypo Tirol Volleyballteam        | 3:0 (25:17, 25:17, 25:11)               | VBK Wörther-See-Löwen Klagenfurt |
| 16.10.2013  | Union Raiffeisen Waldviertel     | 3:0 (25:17, 25:18, 25:16)               | SG Supervolley OÖ                |
| 16.10.2013  | hotVolleys Wiedeń                | 3:1 (25:23, 17:25, 25:18, 25:20)        | UVC Holding Graz                 |
| 4. KOLEJKA  |                                  |                                         |                                  |
| 19.10.2013  | VBK Wörther-See-Löwen Klagenfurt | 3:0 (25:16, 25:13, 26:24)               | SG Supervolley OÖ                |
| 19.10.2013  | Hypo Tirol Volleyballteam        | 3:0 (25:18, 25:18, 25:21)               | hotVolleys Wiedeń                |
| 19.10.2013  | TSV Volksbank Hartberg           | 3:1 (25:23, 25:12, 25:27, 25:21)        | Union Raiffeisen Waldviertel     |
| 19.10.2013  | UVC Holding Graz                 | 3:1 (25:23, 25:16, 17:25, 25:22)        | VBC Weiz                         |
| 5. KOLEJKA  |                                  |                                         |                                  |
| 26.10.2013  | SG Supervolley OÖ                | 1:3 (26:28, 23:25, 25:22, 14:25)        | TSV Volksbank Hartberg           |
| 26.10.2013  | Union Raiffeisen Waldviertel     | 3:0 (25:15, 25:20, 25:19)               | UVC Holding Graz                 |
| 06.11.2013  | hotVolleys Wiedeń                | 3:0 (25:18, 25:18, 25:21)               | VBK Wörther-See-Löwen Klagenfurt |
| 26.10.2013  | Hypo Tirol Volleyballteam        | 3:0 (25:19, 25:18, 26:24)               | VBC Weiz                         |
| 6. KOLEJKA  |                                  |                                         |                                  |
| 01.11.2013  | VBK Wörther-See-Löwen Klagenfurt | 0:3 (18:25, 15:25, 16:25)               | TSV Volksbank Hartberg           |
| 27.11.2013  | Hypo Tirol Volleyballteam        | 3:0 (25:17, 25:16, 25:19)               | Union Raiffeisen Waldviertel     |
| 01.11.2013  | hotVolleys Wiedeń                | 3:0 (25:21, 25:20, 25:15)               | VBC Weiz                         |
| 01.11.2013  | UVC Holding Graz                 | 3:0 (25:22, 25:19, 25:18)               | SG Supervolley OÖ                |
| 7. KOLEJKA  |                                  |                                         |                                  |
| 02.11.2013  | SG Supervolley OÖ                | 0:3 (12:25, 20:25, 10:25)               | Hypo Tirol Volleyballteam        |
| 03.11.2013  | TSV Volksbank Hartberg           | 1:3 (25:19, 16:25, 22:25, 20:25)        | UVC Holding Graz                 |
| 03.11.2013  | VBC Weiz                         | 3:0 (25:18, 25:22, 29:27)               | VBK Wörther-See-Löwen Klagenfurt |
| 03.11.2013  | Union Raiffeisen Waldviertel     | 3:2 (25:20, 21:25, 25:19, 23:25, 19:17) | hotVolleys Wiedeń                |
| 8. KOLEJKA  |                                  |                                         |                                  |
| 10.11.2013  | SG Supervolley OÖ                | 0:3 (25:27, 21:25, 16:25)               | hotVolleys Wiedeń                |
| 09.11.2013  | VBK Wörther-See-Löwen Klagenfurt | 2:3 (25:21, 20:25, 23:25, 28:26, 14:16) | UVC Holding Graz                 |
| 09.11.2013  | Union Raiffeisen Waldviertel     | 3:1 (25:22, 25:15, 22:25, 25:17)        | VBC Weiz                         |
| 09.11.2013  | TSV Volksbank Hartberg           | 3:2 (21:25, 25:20, 17:25, 25:20, 15:12) | Hypo Tirol Volleyballteam        |
| 9. KOLEJKA  |                                  |                                         |                                  |
| 13.11.2013  | hotVolleys Wiedeń                | 2:3 (15:25, 17:25, 25:21, 25:12, 14:16) | TSV Volksbank Hartberg           |
| 13.11.2013  | VBC Weiz                         | 3:0 (25:15, 25:23, 25:22)               | SG Supervolley OÖ                |
| 13.11.2013  | Hypo Tirol Volleyballteam        | 3:1 (25:21, 25:17, 21:25, 25:19)        | UVC Holding Graz                 |
| 13.11.2013  | Union Raiffeisen Waldviertel     | 3:1 (25:23, 25:20, 22:25, 25:21)        | VBK Wörther-See-Löwen Klagenfurt |
| 10. KOLEJKA |                                  |                                         |                                  |
| 16.11.2013  | VBK Wörther-See-Löwen Klagenfurt | 0:3 (19:25, 21:25, 5:25)                | Hypo Tirol Volleyballteam        |
| 16.11.2013  | SG Supervolley OÖ                | 1:3 (25:21, 19:25, 18:25, 13:25)        | Union Raiffeisen Waldviertel     |
| 16.11.2013  | UVC Holding Graz                 | 2:3 (25:23, 20:25, 26:24, 16:25, 12:15) | hotVolleys Wiedeń                |
| 16.11.2013  | TSV Volksbank Hartberg           | 3:1 (25:11, 25:13, 27:29, 25:22)        | VBC Weiz                         |
| 11. KOLEJKA |                                  |                                         |                                  |
| 22.11.2013  | hotVolleys Wiedeń                | 1:3 (16:25, 22:25, 25:23, 23:25)        | Hypo Tirol Volleyballteam        |
| 04.12.2013  | VBC Weiz                         | 1:3 (25:17, 22:25, 22:25, 24:26)        | UVC Holding Graz                 |
| 23.11.2013  | Union Raiffeisen Waldviertel     | 3:0 (25:17, 25:16, 25:18)               | TSV Volksbank Hartberg           |
| 29.11.2013  | SG Supervolley OÖ                | 3:0 (25:17, 25:23, 25:23)               | VBK Wörther-See-Löwen Klagenfurt |
| 12. KOLEJKA |                                  |                                         |                                  |
| 29.11.2013  | VBC Weiz                         | 0:3 (17:25, 20:25, 18:25)               | Hypo Tirol Volleyballteam        |
| 30.11.2013  | VBK Wörther-See-Löwen Klagenfurt | 1:3 (14:25, 12:25, 27:25, 16:25)        | hotVolleys Wiedeń                |
| 30.11.2013  | UVC Holding Graz                 | 2:3 (23:25, 19:25, 28:26, 25:17, 14:16) | Union Raiffeisen Waldviertel     |
| 30.11.2013  | TSV Volksbank Hartberg           | 3:0 (25:18, 25:21, 25:20)               | SG Supervolley OÖ                |
| 13. KOLEJKA |                                  |                                         |                                  |
| 07.12.2013  | Union Raiffeisen Waldviertel     | 0:3 (16:25, 20:25, 19:25)               | Hypo Tirol Volleyballteam        |
| 07.12.2013  | SG Supervolley OÖ                | 1:3 (11:25, 18:25, 30:28, 11:25)        | UVC Holding Graz                 |
| 07.12.2013  | VBC Weiz                         | 1:3 (21:25, 20:25, 25:18, 17:25)        | hotVolleys Wiedeń                |
| 07.12.2013  | TSV Volksbank Hartberg           | 2:3 (25:20, 25:16, 23:25, 21:25, 13:15) | VBK Wörther-See-Löwen Klagenfurt |
| 14. KOLEJKA |                                  |                                         |                                  |
| 13.12.2013  | Hypo Tirol Volleyballteam        | 3:0 (25:13, 25:9, 25:17)                | SG Supervolley OÖ                |
| 13.12.2013  | VBK Wörther-See-Löwen Klagenfurt | 3:0 (25:18, 25:19, 26:24)               | VBC Weiz                         |
| 13.12.2013  | hotVolleys Wiedeń                | 3:0 (25:21, 25:17, 25:21)               | Union Raiffeisen Waldviertel     |
| 13.12.2013  | UVC Holding Graz                 | 3:1 (26:24, 25:23, 21:25, 25:19)        | TSV Volksbank Hartberg           |

### Tabela
| Lp. | Drużyna                          | Pkt | Mecze | Mecze | Mecze | Rodzaj wyniku | Rodzaj wyniku | Rodzaj wyniku | Rodzaj wyniku | Rodzaj wyniku | Rodzaj wyniku | Sety | Sety | Sety  | Małe punkty | Małe punkty | Małe punkty |
| Lp. | Drużyna                          | Pkt | M     | W     | P     | 3:0           | 3:1           | 3:2           | 2:3           | 1:3           | 0:3           | wyg. | prz. | stos. | zdob.       | str.        | stos.       |
| --- | -------------------------------- | --- | ----- | ----- | ----- | ------------- | ------------- | ------------- | ------------- | ------------- | ------------- | ---- | ---- | ----- | ----------- | ----------- | ----------- |
| 1   | Hypo Tirol Volleyballteam        | 40  | 14    | 13    | 1     | 11            | 2             | 0             | 1             | 0             | 0             | 41   | 5    | 8.2   | 1126        | 849         | 1.33        |
| 2   | hotVolleys Wiedeń                | 28  | 14    | 9     | 5     | 5             | 3             | 1             | 2             | 2             | 1             | 33   | 20   | 1.65  | 1211        | 1110        | 1.09        |
| 3   | Union Raiffeisen Waldviertel     | 26  | 14    | 10    | 4     | 3             | 3             | 4             | 0             | 1             | 3             | 31   | 23   | 1.35  | 1198        | 1130        | 1.06        |
| 4   | TSV Volksbank Hartberg           | 26  | 14    | 9     | 5     | 3             | 4             | 2             | 1             | 2             | 2             | 31   | 23   | 1.35  | 1220        | 1139        | 1.07        |
| 5   | UVC Holding Graz                 | 25  | 14    | 8     | 6     | 1             | 6             | 1             | 2             | 2             | 2             | 30   | 26   | 1.15  | 1259        | 1235        | 1.02        |
| 6   | VBK Wörther-See-Löwen Klagenfurt | 10  | 14    | 3     | 11    | 2             | 0             | 1             | 2             | 3             | 6             | 16   | 35   | 0.46  | 1027        | 1193        | 0.86        |
| 7   | VBC Weiz                         | 9   | 14    | 3     | 11    | 2             | 0             | 1             | 1             | 5             | 5             | 16   | 35   | 0.46  | 1065        | 1194        | 0.89        |
| 8   | SG Supervolley OÖ                | 4   | 14    | 1     | 13    | 1             | 0             | 0             | 1             | 3             | 9             | 8    | 39   | 0.21  | 902         | 1158        | 0.78        |

Źródło: volleynet.at
Punktacja: 3:0 i 3:1 – 3 pkt; 3:2 – 2 pkt; 2:3 – 1 pkt; 1:3 i 0:3 – 0 pkt
Zasady ustalania kolejności: 1. liczba punktów; 2. liczba zwycięstw; 3. stosunek setów; 4. stosunek małych punktów
     przejście do grupy 1-6
     przejście do grupy 7-10

## Druga faza

### Grupa 1-6

#### Tabela wyników
| Gospodarz \ Gość1                   | HOT | TIR | WAL | AMS | AIC | HAR |
| ----------------------------------- | --- | --- | --- | --- | --- | --- |
| hotVolleys Wiedeń                   | -   | 0:3 | 0:3 | 3:1 | 3:2 | 3:0 |
| Hypo Tirol Volleyballteam           | 3:0 | -   | 3:1 | 3:0 | 3:1 | 3:0 |
| Union Raiffeisen Waldviertel        | 3:1 | 2:3 | -   | 3:0 | 0:3 | 3:0 |
| VCA Amstetten Hypo Niederösterreich | 3:0 | 1:3 | 1:3 | -   | 1:3 | 3:2 |
| SK Posojilnica Aich/Dob             | 3:0 | 0:3 | 3:0 | 3:0 | -   | 3:0 |
| TSV Volksbank Hartberg              | 3:0 | 0:3 | 3:0 | 1:3 | 0:3 | -   |

Źródło: volleynet.at
1 Drużyna gospodarzy jest wymieniona po lewej stronie tabeli.
Kolory:
  zwycięstwo gospodarzy 3:0 lub 3:1
  zwycięstwo gospodarzy 3:2
  zwycięstwo gości 3:0 lub 3:1
  zwycięstwo gości 3:2

#### Terminarz i wyniki spotkań
| Data        | Gospodarz                           | Rezultat                                | Gość                                |
| ----------- | ----------------------------------- | --------------------------------------- | ----------------------------------- |
| 15. KOLEJKA |                                     |                                         |                                     |
| 07.02.2014  | TSV Volksbank Hartberg              | 3:0 (25:19, 25:21, 25:20)               | hotVolleys Wiedeń                   |
| 21.12.2013  | VCA Amstetten Hypo Niederösterreich | 1:3 (25:21, 15:25, 22:25, 20:25)        | Hypo Tirol Volleyballteam           |
| 21.12.2013  | SK Posojilnica Aich/Dob             | 3:0 (25:17, 25:21, 25:22)               | Union Raiffeisen Waldviertel        |
| 16. KOLEJKA |                                     |                                         |                                     |
| 08.01.2014  | Union Raiffeisen Waldviertel        | 3:0 (25:18, 25:18, 25:22)               | TSV Volksbank Hartberg              |
| 08.01.2014  | Hypo Tirol Volleyballteam           | 3:0 (25:14, 25:13, 25:19)               | hotVolleys Wiedeń                   |
| 20.11.2013  | VCA Amstetten Hypo Niederösterreich | 1:3 (27:25, 15:25, 21:25, 21:25)        | SK Posojilnica Aich/Dob             |
| 17. KOLEJKA |                                     |                                         |                                     |
| 22.01.2014  | SK Posojilnica Aich/Dob             | 0:3 (25:27, 21:25, 21:25)               | Hypo Tirol Volleyballteam           |
| 11.01.2014  | TSV Volksbank Hartberg              | 1:3 (20:25, 18:25, 27:25, 25:27)        | VCA Amstetten Hypo Niederösterreich |
| 10.01.2014  | hotVolleys Wiedeń                   | 0:3 (20:25, 21:25, 21:25)               | Union Raiffeisen Waldviertel        |
| 18. KOLEJKA |                                     |                                         |                                     |
| 19.01.2014  | VCA Amstetten Hypo Niederösterreich | 3:0 (25:22, 25:23, 25:16)               | hotVolleys Wiedeń                   |
| 18.01.2014  | SK Posojilnica Aich/Dob             | 3:0 (25:17, 25:18, 25:19)               | TSV Volksbank Hartberg              |
| 18.01.2014  | Hypo Tirol Volleyballteam           | 3:1 (23:25, 25:11, 25:19, 31:29)        | Union Raiffeisen Waldviertel        |
| 19. KOLEJKA |                                     |                                         |                                     |
| 08.02.2014  | Union Raiffeisen Waldviertel        | 3:0 (25:19, 25:23, 25:22)               | VCA Amstetten Hypo Niederösterreich |
| 27.01.2014  | hotVolleys Wiedeń                   | 3:2 (21:25, 25:23, 22:25, 28:26, 15:12) | SK Posojilnica Aich/Dob             |
| 25.01.2014  | TSV Volksbank Hartberg              | 0:3 (20:25, 15:25, 16:25)               | Hypo Tirol Volleyballteam           |
| 20. KOLEJKA |                                     |                                         |                                     |
| 29.01.2014  | hotVolleys Wiedeń                   | 3:0 (25:19, 25:22, 25:10)               | TSV Volksbank Hartberg              |
| 29.01.2014  | Union Raiffeisen Waldviertel        | 0:3 (15:25, 15:25, 26:28)               | SK Posojilnica Aich/Dob             |
| 29.01.2014  | Hypo Tirol Volleyballteam           | 3:0 (25:21, 25:19, 25:22)               | VCA Amstetten Hypo Niederösterreich |
| 21. KOLEJKA |                                     |                                         |                                     |
| 13.02.2014  | hotVolleys Wiedeń                   | 0:3 (18:25, 14:25, 22:25)               | Hypo Tirol Volleyballteam           |
| 01.02.2014  | TSV Volksbank Hartberg              | 3:0 (25:22, 26:24, 25:18)               | Union Raiffeisen Waldviertel        |
| 15.01.2014  | SK Posojilnica Aich/Dob             | 3:0 (25:15, 25:17, 25:18)               | VCA Amstetten Hypo Niederösterreich |
| 22. KOLEJKA |                                     |                                         |                                     |
| 05.02.2014  | Union Raiffeisen Waldviertel        | 3:1 (25:19, 20:25, 25:17, 25:22)        | hotVolleys Wiedeń                   |
| 05.02.2014  | VCA Amstetten Hypo Niederösterreich | 3:2 (18:25, 27:25, 23:25, 25:22, 15:8)  | TSV Volksbank Hartberg              |
| 05.02.2014  | Hypo Tirol Volleyballteam           | 3:1 (25:12, 25:22, 23:25, 27:25)        | SK Posojilnica Aich/Dob             |
| 23. KOLEJKA |                                     |                                         |                                     |
| 12.02.2014  | TSV Volksbank Hartberg              | 0:3 (19:25, 18:25, 16:25)               | SK Posojilnica Aich/Dob             |
| 12.02.2014  | Union Raiffeisen Waldviertel        | 2:3 (23:25, 21:25, 25:21, 25:22, 10:15) | Hypo Tirol Volleyballteam           |
| 11.02.2014  | hotVolleys Wiedeń                   | 3:1 (25:15, 17:25, 25:19, 25:22)        | VCA Amstetten Hypo Niederösterreich |
| 24. KOLEJKA |                                     |                                         |                                     |
| 15.02.2014  | VCA Amstetten Hypo Niederösterreich | 1:3 (28:26, 17:25, 22:25, 21:25)        | Union Raiffeisen Waldviertel        |
| 15.02.2014  | SK Posojilnica Aich/Dob             | 3:0 (25:14, 25:22, 25:18)               | hotVolleys Wiedeń                   |
| 15.02.2014  | Hypo Tirol Volleyballteam           | 3:0 (25:15, 25:13, 25:18)               | TSV Volksbank Hartberg              |

#### Tabela
| Lp. | Drużyna                             | Pkt | Mecze | Mecze | Mecze | Rodzaj wyniku | Rodzaj wyniku | Rodzaj wyniku | Rodzaj wyniku | Rodzaj wyniku | Rodzaj wyniku | Sety | Sety | Sety  | Małe punkty | Małe punkty | Małe punkty |
| Lp. | Drużyna                             | Pkt | M     | W     | P     | 3:0           | 3:1           | 3:2           | 2:3           | 1:3           | 0:3           | wyg. | prz. | stos. | zdob.       | str.        | stos.       |
| --- | ----------------------------------- | --- | ----- | ----- | ----- | ------------- | ------------- | ------------- | ------------- | ------------- | ------------- | ---- | ---- | ----- | ----------- | ----------- | ----------- |
| 1   | Hypo Tirol Volleyballteam           | 29  | 10    | 10    | 0     | 6             | 3             | 1             | 0             | 0             | 0             | 30   | 5    | 6     | 860         | 680         | 1.26        |
| 2   | SK Posojilnica Aich/Dob             | 22  | 10    | 7     | 3     | 6             | 1             | 0             | 1             | 1             | 1             | 24   | 10   | 2.4   | 815         | 699         | 1.17        |
| 3   | Union Raiffeisen Waldviertel        | 16  | 10    | 5     | 5     | 3             | 2             | 0             | 1             | 1             | 3             | 18   | 17   | 1.06  | 789         | 796         | 0.99        |
| 4   | hotVolleys Wiedeń                   | 8   | 10    | 3     | 7     | 1             | 1             | 1             | 0             | 1             | 6             | 10   | 24   | 0.42  | 796         | 870         | 0.91        |
| 5   | VCA Amstetten Hypo Niederösterreich | 8   | 10    | 3     | 7     | 1             | 1             | 1             | 0             | 4             | 3             | 13   | 24   | 0.54  | 698         | 788         | 0.89        |
| 6   | TSV Volksbank Hartberg              | 7   | 10    | 2     | 8     | 2             | 0             | 0             | 1             | 1             | 6             | 9    | 24   | 0.38  | 659         | 784         | 0.84        |

Źródło: volleynet.at
Punktacja: 3:0 i 3:1 – 3 pkt; 3:2 – 2 pkt; 2:3 – 1 pkt; 1:3 i 0:3 – 0 pkt
Zasady ustalania kolejności: 1. liczba punktów; 2. liczba zwycięstw; 3. stosunek setów; 4. stosunek małych punktów
     faza play-off

### Grupa 7-10

#### Tabela wyników
| Gospodarz \ Gość1                | SUP | GRA | WEI | KLG |
| -------------------------------- | --- | --- | --- | --- |
| SG Supervolley OÖ                | -   | 2:3 | 0:3 | 1:3 |
| UVC Holding Graz                 | 3:0 | -   | 2:3 | 3:0 |
| VBC Weiz                         | 3:1 | 3:1 | -   | 3:2 |
| VBK Wörther-See-Löwen Klagenfurt | 2:3 | 0:3 | 2:3 | -   |

Źródło: volleynet.at
1 Drużyna gospodarzy jest wymieniona po lewej stronie tabeli.
Kolory:
  zwycięstwo gospodarzy 3:0 lub 3:1
  zwycięstwo gospodarzy 3:2
  zwycięstwo gości 3:0 lub 3:1
  zwycięstwo gości 3:2

#### Terminarz i wyniki spotkań
| Data        | Gospodarz                        | Rezultat                                | Gość                             |
| ----------- | -------------------------------- | --------------------------------------- | -------------------------------- |
| 15. KOLEJKA |                                  |                                         |                                  |
| 11.01.2014  | SG Supervolley OÖ                | 0:3 (20:25, 21:25, 19:25)               | VBC Weiz                         |
| 11.01.2014  | UVC Holding Graz                 | 3:0 (25:16, 25:17, 27:25)               | VBK Wörther-See-Löwen Klagenfurt |
| 16. KOLEJKA |                                  |                                         |                                  |
| 18.01.2014  | UVC Holding Graz                 | 3:0 (25:17, 25:22, 25:9)                | SG Supervolley OÖ                |
| 18.01.2014  | VBK Wörther-See-Löwen Klagenfurt | 2:3 (25:21, 20:25, 26:24, 23:25, 7:15)  | VBC Weiz                         |
| 17. KOLEJKA |                                  |                                         |                                  |
| 25.01.2014  | VBC Weiz                         | 3:1 (25:23, 16:25, 25:23, 25:17)        | UVC Holding Graz                 |
| 25.01.2014  | SG Supervolley OÖ                | 1:3 (25:22, 19:25, 21:25, 21:25)        | VBK Wörther-See-Löwen Klagenfurt |
| 18. KOLEJKA |                                  |                                         |                                  |
| 01.02.2014  | VBC Weiz                         | 3:1 (25:19, 22:25, 25:16, 26:24)        | SG Supervolley OÖ                |
| 01.02.2014  | VBK Wörther-See-Löwen Klagenfurt | 0:3 (23:25, 22:25, 22:25)               | UVC Holding Graz                 |
| 19. KOLEJKA |                                  |                                         |                                  |
| 13.02.2014  | SG Supervolley OÖ                | 2:3 (18:25, 25:21, 25:21, 17:25, 8:15)  | UVC Holding Graz                 |
| 12.02.2014  | VBC Weiz                         | 3:2 (25:21, 25:19, 25:27, 18:25, 15:7)  | VBK Wörther-See-Löwen Klagenfurt |
| 20. KOLEJKA |                                  |                                         |                                  |
| 15.02.2014  | UVC Holding Graz                 | 2:3 (25:20, 22:25, 19:25, 25:23, 13:15) | VBC Weiz                         |
| 15.02.2014  | VBK Wörther-See-Löwen Klagenfurt | 2:3 (25:15, 25:22, 20:25, 17:25, 14:16) | SG Supervolley OÖ                |

#### Tabela
| Lp. | Drużyna                          | Pkt | Mecze | Mecze | Mecze | Rodzaj wyniku | Rodzaj wyniku | Rodzaj wyniku | Rodzaj wyniku | Rodzaj wyniku | Rodzaj wyniku | Sety | Sety | Sety  | Małe punkty | Małe punkty | Małe punkty |
| Lp. | Drużyna                          | Pkt | M     | W     | P     | 3:0           | 3:1           | 3:2           | 2:3           | 1:3           | 0:3           | wyg. | prz. | stos. | zdob.       | str.        | stos.       |
| --- | -------------------------------- | --- | ----- | ----- | ----- | ------------- | ------------- | ------------- | ------------- | ------------- | ------------- | ---- | ---- | ----- | ----------- | ----------- | ----------- |
| 7   | UVC Holding Graz                 | 25  | 6     | 4     | 2     | 3             | 0             | 1             | 1             | 1             | 0             | 15   | 8    | 1.88  | 590         | 536         | 1.1         |
| 8   | VBC Weiz                         | 20  | 6     | 6     | 0     | 1             | 2             | 3             | 0             | 0             | 0             | 18   | 8    | 2.25  | 526         | 465         | 1.13        |
| 9   | VBK Wörther-See-Löwen Klagenfurt | 11  | 6     | 1     | 5     | 0             | 1             | 0             | 3             | 0             | 2             | 9    | 16   | 0.56  | 523         | 559         | 0.94        |
| 10  | SG Supervolley OÖ                | 5   | 6     | 1     | 5     | 0             | 0             | 1             | 1             | 2             | 2             | 7    | 17   | 0.41  | 474         | 553         | 0.86        |

Źródło: volleynet.at
Punktacja: 3:0 i 3:1 – 3 pkt; 3:2 – 2 pkt; 2:3 – 1 pkt; 1:3 i 0:3 – 0 pkt
Zasady ustalania kolejności: 1. liczba punktów; 2. liczba zwycięstw; 3. stosunek setów; 4. stosunek małych punktów
     faza play-off
     baraże

## Trzecia faza

### Faza play-off

#### Drabinka
|  | Ćwierćfinały | Ćwierćfinały                        | Ćwierćfinały | Ćwierćfinały | Ćwierćfinały | Ćwierćfinały | Ćwierćfinały | Ćwierćfinały |  |  |  | Półfinały | Półfinały                           | Półfinały | Półfinały | Półfinały | Półfinały | Półfinały | Półfinały | Półfinały | Półfinały |  |  |  | Finały | Finały                              | Finały | Finały | Finały | Finały | Finały | Finały | Finały | Finały |
|  |              |                                     |              |              |              |              |              |              |  |  |  |           |                                     |           |           |           |           |           |           |           |           |  |  |  |        |                                     |        |        |        |        |        |        |        |        |
|  |              |                                     |              |              |              |              |              |              |  |  |  |           |                                     |           |           |           |           |           |           |           |           |  |  |  |        |                                     |        |        |        |        |        |        |        |        |
|  |              |                                     |              |              |              |              |              |              |  |  |  |           |                                     |           |           |           |           |           |           |           |           |  |  |  |        |                                     |        |        |        |        |        |        |        |        |
|  | 1            | Hypo Tirol Volleyballteam           | 3            | 3            | 3            | 3            |              |              |  |  |  |           |                                     |           |           |           |           |           |           |           |           |  |  |  |        |                                     |        |        |        |        |        |        |        |        |
|  | 8            | VBC Weiz                            | 0            | 0            | 0            | 0            |              |              |  |  |  |           |                                     |           |           |           |           |           |           |           |           |  |  |  |        |                                     |        |        |        |        |        |        |        |        |
|  |              |                                     |              |              |              |              |              |              |  |  |  | 1         | Hypo Tirol Volleyballteam           | 3         | 3         | 3         | 3         |           |           |           |           |  |  |  |        |                                     |        |        |        |        |        |        |        |        |
|  |              |                                     |              |              |              |              |              |              |  |  |  | 4         | hotVolleys Wiedeń                   | 0         | 0         | 1         | 0         |           |           |           |           |  |  |  |        |                                     |        |        |        |        |        |        |        |        |
|  | 4            | hotVolleys Wiedeń                   | 3            | 3            | 3            | 2            | 3            |              |  |  |  |           |                                     |           |           |           |           |           |           |           |           |  |  |  |        |                                     |        |        |        |        |        |        |        |        |
|  | 5            | VCA Amstetten Hypo Niederösterreich | 1            | 0            | 0            | 3            | 0            |              |  |  |  |           |                                     |           |           |           |           |           |           |           |           |  |  |  |        |                                     |        |        |        |        |        |        |        |        |
|  |              |                                     |              |              |              |              |              |              |  |  |  |           |                                     |           |           |           |           |           |           |           |           |  |  |  | 1      | Hypo Tirol Volleyballteam           | 4      | 3      | 2      | 3      | 0      | 3      | 3      |        |
|  |              |                                     |              |              |              |              |              |              |  |  |  |           |                                     |           |           |           |           |           |           |           |           |  |  |  | 2      | SK Posojilnica Aich/Dob             | 2      | 0      | 3      | 2      | 3      | 1      | 0      |        |
|  | 3            | Union Raiffeisen Waldviertel        | 3            | 3            | 2            | 3            | 3            |              |  |  |  |           |                                     |           |           |           |           |           |           |           |           |  |  |  |        |                                     |        |        |        |        |        |        |        |        |
|  | 6            | TSV Volksbank Hartberg              | 1            | 1            | 3            | 2            | 1            |              |  |  |  |           |                                     |           |           |           |           |           |           |           |           |  |  |  |        |                                     |        |        |        |        |        |        |        |        |
|  |              |                                     |              |              |              |              |              |              |  |  |  | 3         | Union Raiffeisen Waldviertel        | 0         | 0         | 1         | 0         |           |           |           |           |  |  |  |        |                                     |        |        |        |        |        |        |        |        |
|  |              |                                     |              |              |              |              |              |              |  |  |  | 2         | SK Posojilnica Aich/Dob             | 3         | 3         | 3         | 3         |           |           |           |           |  |  |  |        |                                     |        |        |        |        |        |        |        |        |
|  | 2            | SK Posojilnica Aich/Dob             | 3            | 3            | 3            | 3            |              |              |  |  |  |           |                                     |           |           |           |           |           |           |           |           |  |  |  | 4      | hotVolleys Wiedeń                   | 2      | 3      | 3      |        |        |        |        |        |
|  | 7            | UVC Holding Graz                    | 0            | 0            | 0            | 0            |              |              |  |  |  |           |                                     |           |           |           |           |           |           |           |           |  |  |  | 3      | Union Raiffeisen Waldviertel        | 0      | 1      | 0      |        |        |        |        |        |
|  |              |                                     |              |              |              |              |              |              |  |  |  | 8         | VBC Weiz                            | 0         | 0         | 0         |           |           |           |           |           |  |  |  |        |                                     |        |        |        |        |        |        |        |        |
|  |              |                                     |              |              |              |              |              |              |  |  |  | 5         | VCA Amstetten Hypo Niederösterreich | 2         | 3         | 3         |           |           |           |           |           |  |  |  |        |                                     |        |        |        |        |        |        |        |        |
|  |              |                                     |              |              |              |              |              |              |  |  |  |           |                                     |           |           |           |           |           |           |           |           |  |  |  | 5      | VCA Amstetten Hypo Niederösterreich | 0      | 0      | 1      |        |        |        |        |        |
|  |              |                                     |              |              |              |              |              |              |  |  |  |           |                                     |           |           |           |           |           |           |           |           |  |  |  | 7      | UVC Holding Graz                    | 2      | 3      | 3      |        |        |        |        |        |
|  |              |                                     |              |              |              |              |              |              |  |  |  | 6         | TSV Volksbank Hartberg              | 0         | 1         | 0         |           |           |           |           |           |  |  |  |        |                                     |        |        |        |        |        |        |        |        |
|  |              |                                     |              |              |              |              |              |              |  |  |  | 7         | UVC Holding Graz                    | 2         | 3         | 3         |           |           |           |           |           |  |  |  |        |                                     |        |        |        |        |        |        |        |        |
|  |              |                                     |              |              |              |              |              |              |  |  |  |           |                                     |           |           |           |           |           |           |           |           |  |  |  | 8      | VBC Weiz                            | 0      | 0      | 0      |        |        |        |        |        |
|  |              |                                     |              |              |              |              |              |              |  |  |  |           |                                     |           |           |           |           |           |           |           |           |  |  |  | 6      | TSV Volksbank Hartberg              | 2      | 3      | 3      |        |        |        |        |        |

#### Runda I

##### Ćwierćfinały
(do  zwycięstw)
| Data                            | Gospodarz                           | Rezultat                                | Gość                                |
| ------------------------------- | ----------------------------------- | --------------------------------------- | ----------------------------------- |
| Hypo Tirol Volleyballteam       | Hypo Tirol Volleyballteam           | 3 – 0                                   | VBC Weiz                            |
| 01.03.2014                      | Hypo Tirol Volleyballteam           | 3:0 (25:15, 25:12, 25:19)               | VBC Weiz                            |
| 27.02.2014                      | VBC Weiz                            | 0:3 (16:25, 16:25, 24:26)               | Hypo Tirol Volleyballteam           |
| 02.03.2014                      | Hypo Tirol Volleyballteam           | 3:0 (25:7, 25:12, 25:10)                | VBC Weiz                            |
| SG VCA Amstetten Hypo NÖ        | SG VCA Amstetten Hypo NÖ            | 1 – 3                                   | hotVolleys Wiedeń                   |
| 21.02.2014                      | VCA Amstetten Hypo Niederösterreich | 0:3 (18:25, 17:25, 23:25)               | hotVolleys Wiedeń                   |
| 26.02.2014                      | hotVolleys Wiedeń                   | 3:0 (25:15, 25:19, 25:17)               | VCA Amstetten Hypo Niederösterreich |
| 01.03.2014                      | VCA Amstetten Hypo Niederösterreich | 3:2 (25:19, 20:25, 25:23, 22:25, 15:9)  | hotVolleys Wiedeń                   |
| 05.03.2014                      | hotVolleys Wiedeń                   | 3:0 (25:23, 25:17, 25:21)               | VCA Amstetten Hypo Niederösterreich |
| SG Union Raiffeisen Waldviertel | SG Union Raiffeisen Waldviertel     | 3 – 1                                   | TSV Volksbank Hartberg              |
| 21.02.2014                      | Union Raiffeisen Waldviertel        | 3:1 (25:20, 22:25, 25:17, 26:24)        | TSV Volksbank Hartberg              |
| 26.02.2014                      | TSV Volksbank Hartberg              | 3:2 (16:25, 26:24, 25:21, 20:25, 19:17) | Union Raiffeisen Waldviertel        |
| 01.03.2014                      | Union Raiffeisen Waldviertel        | 3:2 (24:26, 21:25, 25:19, 25:21, 15:12) | TSV Volksbank Hartberg              |
| 05.03.2014                      | TSV Volksbank Hartberg              | 1:3 (25:22, 24:26, 20:25, 22:25)        | Union Raiffeisen Waldviertel        |
| SK Posojilnica Aich/Dob         | SK Posojilnica Aich/Dob             | 3 – 0                                   | UVC Holding Graz                    |
| 22.02.2014                      | SK Posojilnica Aich/Dob             | 3:0 (25:21, 25:22, 25:19)               | UVC Holding Graz                    |
| 26.02.2014                      | UVC Holding Graz                    | 0:3 (13:25, 23:25, 23:25)               | SK Posojilnica Aich/Dob             |
| 01.03.2014                      | SK Posojilnica Aich/Dob             | 3:0 (25:18, 25:18, 25:14)               | UVC Holding Graz                    |

#### Runda II

##### Mecze o miejsca 5-8
(do  zwycięstw)
| Data             | Gospodarz                           | Rezultat                         | Gość                                |
| ---------------- | ----------------------------------- | -------------------------------- | ----------------------------------- |
| UVC Holding Graz | UVC Holding Graz                    | 2 – 0                            | TSV Volksbank Hartberg              |
| 22.03.2014       | UVC Holding Graz                    | 3:1 (22:25, 25:21, 25:20, 25:21) | TSV Volksbank Hartberg              |
| 15.03.2014       | TSV Volksbank Hartberg              | 0:3 (18:25, 13:25, 19:25)        | UVC Holding Graz                    |
| VBC Weiz         | VBC Weiz                            | 0 – 2                            | SG VCA Amstetten Hypo NÖ            |
| 23.03.2014       | VBC Weiz                            | 0:3 (16:25, 20:25, 22:25)        | VCA Amstetten Hypo Niederösterreich |
| 14.03.2014       | VCA Amstetten Hypo Niederösterreich | 3:0 (25:21, 25:12, 25:19)        | VBC Weiz                            |

##### Półfinały
(do  zwycięstw)
| Data                      | Gospodarz                    | Rezultat                         | Gość                            |
| ------------------------- | ---------------------------- | -------------------------------- | ------------------------------- |
| Hypo Tirol Volleyballteam | Hypo Tirol Volleyballteam    | 3 – 0                            | hotVolleys Wiedeń               |
| 22.03.2014                | Hypo Tirol Volleyballteam    | 3:0 (25:19, 25:22, 25:20)        | hotVolleys Wiedeń               |
| 20.03.2014                | hotVolleys Wiedeń            | 1:3 (16:25, 25:23, 14:25, 16:25) | Hypo Tirol Volleyballteam       |
| 15.03.2014                | Hypo Tirol Volleyballteam    | 3:0 (25:17, 25:22, 25:16)        | hotVolleys Wiedeń               |
| SK Posojilnica Aich/Dob   | SK Posojilnica Aich/Dob      | 3 – 0                            | SG Union Raiffeisen Waldviertel |
| 22.03.2014                | SK Posojilnica Aich/Dob      | 3:0 (25:14, 25:17, 25:17)        | Union Raiffeisen Waldviertel    |
| 19.03.2014                | Union Raiffeisen Waldviertel | 1:3 (22:25, 20:25, 25:22, 16:25) | SK Posojilnica Aich/Dob         |
| 15.03.2014                | SK Posojilnica Aich/Dob      | 3:0 (25:20, 25:10, 25:15)        | Union Raiffeisen Waldviertel    |

#### Runda III

##### Mecze o 7. miejsce
(do  zwycięstw)
| Data                   | Gospodarz              | Rezultat                  | Gość                   |
| ---------------------- | ---------------------- | ------------------------- | ---------------------- |
| TSV Volksbank Hartberg | TSV Volksbank Hartberg | 2 – 0                     | VBC Weiz               |
| 29.03.2014             | TSV Volksbank Hartberg | 3:0 (27:25, 25:19, 25:22) | VBC Weiz               |
| 06.04.2014             | VBC Weiz               | 0:3 (32:34, 23:25, 23:25) | TSV Volksbank Hartberg |

##### Mecze o 5. miejsce
(do  zwycięstw)
| Data                     | Gospodarz                           | Rezultat                         | Gość                                |
| ------------------------ | ----------------------------------- | -------------------------------- | ----------------------------------- |
| SG VCA Amstetten Hypo NÖ | SG VCA Amstetten Hypo NÖ            | 0 – 2                            | UVC Holding Graz                    |
| 02.04.2014               | VCA Amstetten Hypo Niederösterreich | 0:3 (19:25, 20:25, 18:25)        | UVC Holding Graz                    |
| 05.04.2014               | UVC Holding Graz                    | 3:1 (25:21, 25:22, 18:25, 25:15) | VCA Amstetten Hypo Niederösterreich |

##### Mecze o 3. miejsce
(do  zwycięstw)
| Data                            | Gospodarz                       | Rezultat                         | Gość                         |
| ------------------------------- | ------------------------------- | -------------------------------- | ---------------------------- |
| SG Union Raiffeisen Waldviertel | SG Union Raiffeisen Waldviertel | 0 – 2                            | hotVolleys Wiedeń            |
| 26.03.2014                      | Union Raiffeisen Waldviertel    | 1:3 (17:25, 22:25, 25:22, 21:25) | hotVolleys Wiedeń            |
| 29.03.2014                      | hotVolleys Wiedeń               | 3:0 (25:18, 25:17, 25:23)        | Union Raiffeisen Waldviertel |

##### Finały
(do  zwycięstw)
| Data                      | Gospodarz                 | Rezultat                                | Gość                      |
| ------------------------- | ------------------------- | --------------------------------------- | ------------------------- |
| Hypo Tirol Volleyballteam | Hypo Tirol Volleyballteam | 4 – 2                                   | SK Posojilnica Aich/Dob   |
| 09.04.2014                | Hypo Tirol Volleyballteam | 3:0 (25:15, 25:19, 26:24)               | SK Posojilnica Aich/Dob   |
| 12.04.2014                | SK Posojilnica Aich/Dob   | 3:2 (24:26, 39:37, 25:21, 27:29, 15:13) | Hypo Tirol Volleyballteam |
| 16.04.2014                | Hypo Tirol Volleyballteam | 3:2 (21:25, 25:14, 24:26, 25:22, 15:11) | SK Posojilnica Aich/Dob   |
| 19.04.2014                | SK Posojilnica Aich/Dob   | 3:0 (25:22, 25:19, 25:15)               | Hypo Tirol Volleyballteam |
| 23.04.2014                | Hypo Tirol Volleyballteam | 3:1 (16:25, 25:19, 25:20, 25:23)        | SK Posojilnica Aich/Dob   |
| 26.04.2014                | SK Posojilnica Aich/Dob   | 0:3 (21:25, 15:25, 16:25)               | Hypo Tirol Volleyballteam |

### Baraże

#### Tabela wyników
| Gospodarz \ Gość1                | SUP | BIS | KLG | MIL |
| -------------------------------- | --- | --- | --- | --- |
| SG Supervolley OÖ                | -   | 3:1 | 3:2 | 3:1 |
| Sportunion Raiffeisen Bisamberg  | 0:3 | -   | 1:3 | 3:1 |
| VBK Wörther-See-Löwen Klagenfurt | 3:1 | 3:0 | -   | 3:1 |
| VC Gewerbepark Mils              | 1:3 | 2:3 | 2:3 | -   |

Źródło: volleynet.at
1 Drużyna gospodarzy jest wymieniona po lewej stronie tabeli.
Kolory:
  zwycięstwo gospodarzy 3:0 lub 3:1
  zwycięstwo gospodarzy 3:2
  zwycięstwo gości 3:0 lub 3:1
  zwycięstwo gości 3:2

#### Terminarz i wyniki spotkań
| Data        | Gospodarz                        | Rezultat                                | Gość                             |
| ----------- | -------------------------------- | --------------------------------------- | -------------------------------- |
| 25. KOLEJKA |                                  |                                         |                                  |
| 01.03.2014  | SG Supervolley OÖ                | 3:1 (25:22, 26:28, 28:26, 25:23)        | Sportunion Raiffeisen Bisamberg  |
| 01.03.2014  | VC Gewerbepark Mils              | 2:3 (25:17, 25:21, 13:25, 16:25, 13:15) | VBK Wörther-See-Löwen Klagenfurt |
| 26. KOLEJKA |                                  |                                         |                                  |
| 09.03.2014  | VBK Wörther-See-Löwen Klagenfurt | 3:0 (25:21, 27:25, 25:12)               | Sportunion Raiffeisen Bisamberg  |
| 09.03.2014  | VC Gewerbepark Mils              | 1:3 (25:23, 20:25, 22:25, 22:25)        | SG Supervolley OÖ                |
| 27. KOLEJKA |                                  |                                         |                                  |
| 15.03.2014  | VC Gewerbepark Mils              | 2:3 (20:25, 23:25, 25:23, 26:24, 8:15)  | Sportunion Raiffeisen Bisamberg  |
| 13.03.2014  | VBK Wörther-See-Löwen Klagenfurt | 3:1 (22:25, 25:20, 25:22, 25:15)        | SG Supervolley OÖ                |
| 28. KOLEJKA |                                  |                                         |                                  |
| 23.03.2014  | Sportunion Raiffeisen Bisamberg  | 0:3 (23:25, 22:25, 12:25)               | SG Supervolley OÖ                |
| 22.03.2014  | VBK Wörther-See-Löwen Klagenfurt | 3:1 (26:28, 25:17, 25:15, 25:14)        | VC Gewerbepark Mils              |
| 29. KOLEJKA |                                  |                                         |                                  |
| 29.03.2014  | Sportunion Raiffeisen Bisamberg  | 1:3 (21:25, 25:16, 17:25, 20:25)        | VBK Wörther-See-Löwen Klagenfurt |
| 29.03.2014  | SG Supervolley OÖ                | 3:1 (25:15, 25:17, 23:25, 25:18)        | VC Gewerbepark Mils              |
| 30. KOLEJKA |                                  |                                         |                                  |
| 05.04.2014  | SG Supervolley OÖ                | 3:2 (25:20, 16:25, 20:25, 25:16, 18:16) | VBK Wörther-See-Löwen Klagenfurt |
| 05.04.2014  | Sportunion Raiffeisen Bisamberg  | 3:1 (22:25, 25:23, 25:12, 25:23)        | VC Gewerbepark Mils              |

#### Tabela
| Lp. | Drużyna                          | Pkt | Mecze | Mecze | Mecze | Rodzaj wyniku | Rodzaj wyniku | Rodzaj wyniku | Rodzaj wyniku | Rodzaj wyniku | Rodzaj wyniku | Sety | Sety | Sety  | Małe punkty | Małe punkty | Małe punkty |
| Lp. | Drużyna                          | Pkt | M     | W     | P     | 3:0           | 3:1           | 3:2           | 2:3           | 1:3           | 0:3           | wyg. | prz. | stos. | zdob.       | str.        | stos.       |
| --- | -------------------------------- | --- | ----- | ----- | ----- | ------------- | ------------- | ------------- | ------------- | ------------- | ------------- | ---- | ---- | ----- | ----------- | ----------- | ----------- |
| 1   | VBK Wörther-See-Löwen Klagenfurt | 15  | 6     | 5     | 1     | 1             | 3             | 1             | 1             | 0             | 0             | 17   | 8    | 2.13  | 571         | 493         | 1.16        |
| 2   | SG Supervolley OÖ                | 14  | 6     | 5     | 1     | 1             | 3             | 1             | 0             | 1             | 0             | 16   | 8    | 2     | 561         | 519         | 1.08        |
| 3   | Sportunion Raiffeisen Bisamberg  | 5   | 6     | 2     | 4     | 0             | 1             | 1             | 0             | 2             | 2             | 8    | 15   | 0.53  | 506         | 532         | 0.95        |
| 4   | VC Gewerbepark Mils              | 2   | 6     | 0     | 6     | 0             | 0             | 0             | 2             | 4             | 0             | 8    | 18   | 0.44  | 515         | 609         | 0.85        |

Źródło: [ volleynet.at]
Punktacja: 3:0 i 3:1 – 3 pkt; 3:2 – 2 pkt; 2:3 – 1 pkt; 1:3 i 0:3 – 0 pkt
Zasady ustalania kolejności: 1. liczba punktów; 2. liczba zwycięstw; 3. stosunek setów; 4. stosunek małych punktów
     utrzymanie się w lub awans do 1. Bundesligi
     pozostanie w lub spadek do 2. Budesligi

## Klasyfikacja końcowa
| Lp. | Drużyna                             |
| --- | ----------------------------------- |
| 1.  | Hypo Tirol Volleyballteam           |
| 2.  | SK Posojilnica Aich/Dob             |
| 3.  | hotVolleys Wiedeń                   |
| 4.  | Union Raiffeisen Waldviertel        |
| 5.  | UVC Holding Graz                    |
| 6.  | VCA Amstetten Hypo Niederösterreich |
| 7.  | TSV Volksbank Hartberg              |
| 8.  | VBC Weiz                            |
| 9.  | VBK Wörther-See-Löwen Klagenfurt    |
| 10. | SG Supervolley OÖ                   |

     Liga Mistrzów 2014/2015
     Puchar Challenge 2014/2015